# Pommer (Igensdorf)
Pommer ist ein Gemeindeteil des Marktes Igensdorf im Landkreis Forchheim (Oberfranken, Bayern).

## Geografie

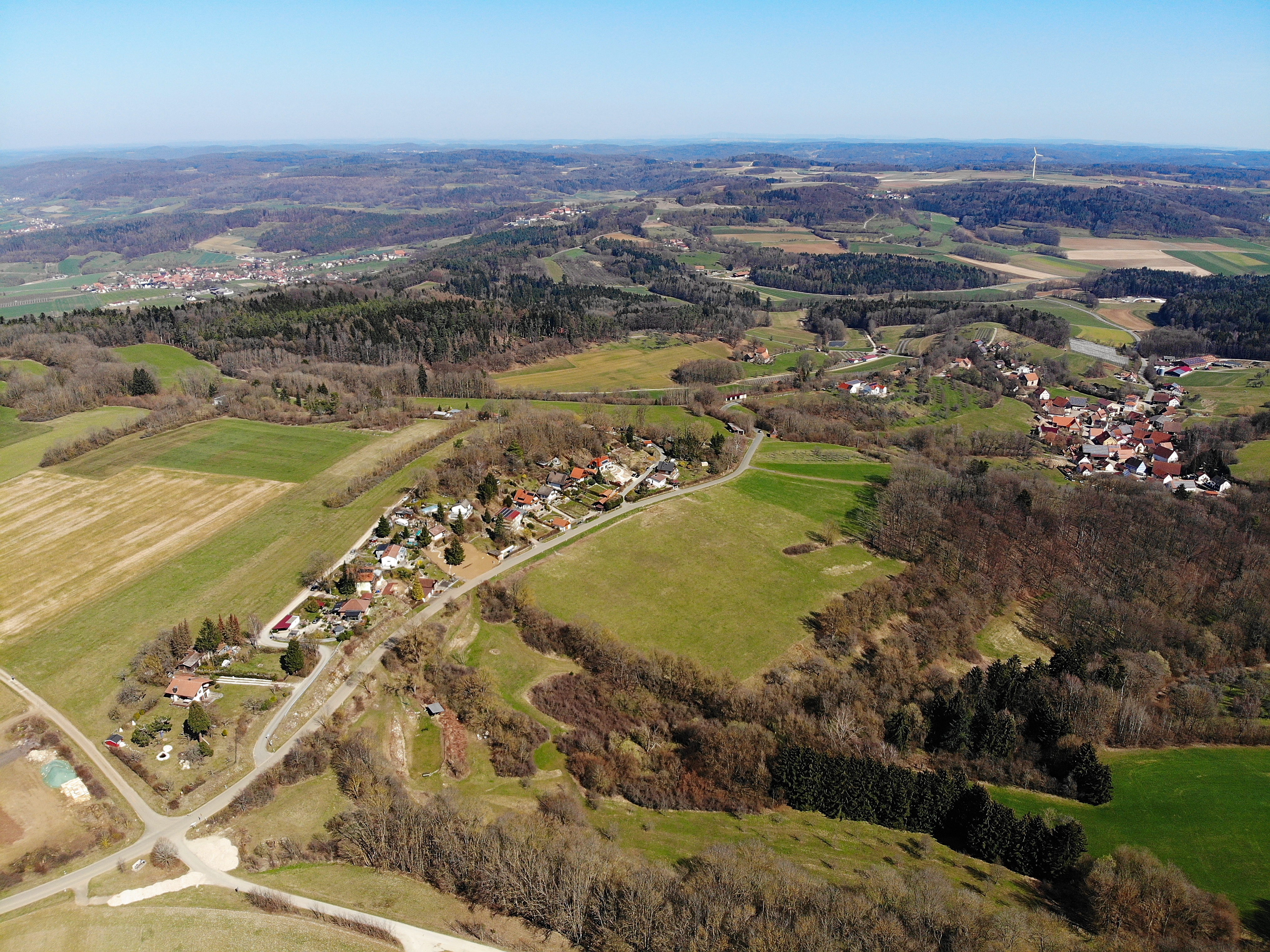
Pommer (Igensdorf) Luftaufnahme (2021)

Das im Erlanger Albvorland gelegene Dorf befindet sich etwa fünfeinhalb Kilometer nordwestlich von Igensdorf auf einer Höhe von 415 m ü. NHN. Es liegt inmitten eines Talkessels, der durch die nordöstlichen Abhänge des Hetzleser Berges gebildet wird. Zusammen mit den beiden Einöden Neusleshof und Bremenhof bildet der Ort eine kommunale Exklave, die durch die Gebiete der Gemeinde Neunkirchen am Brand und der Stadt Gräfenberg vom Hauptgebiet der Gemeinde Igensdorf abgetrennt ist.

## Geschichte
Die erste urkundliche Erwähnung von Pommer war 1139 mit dem Namen „Wunemars“.

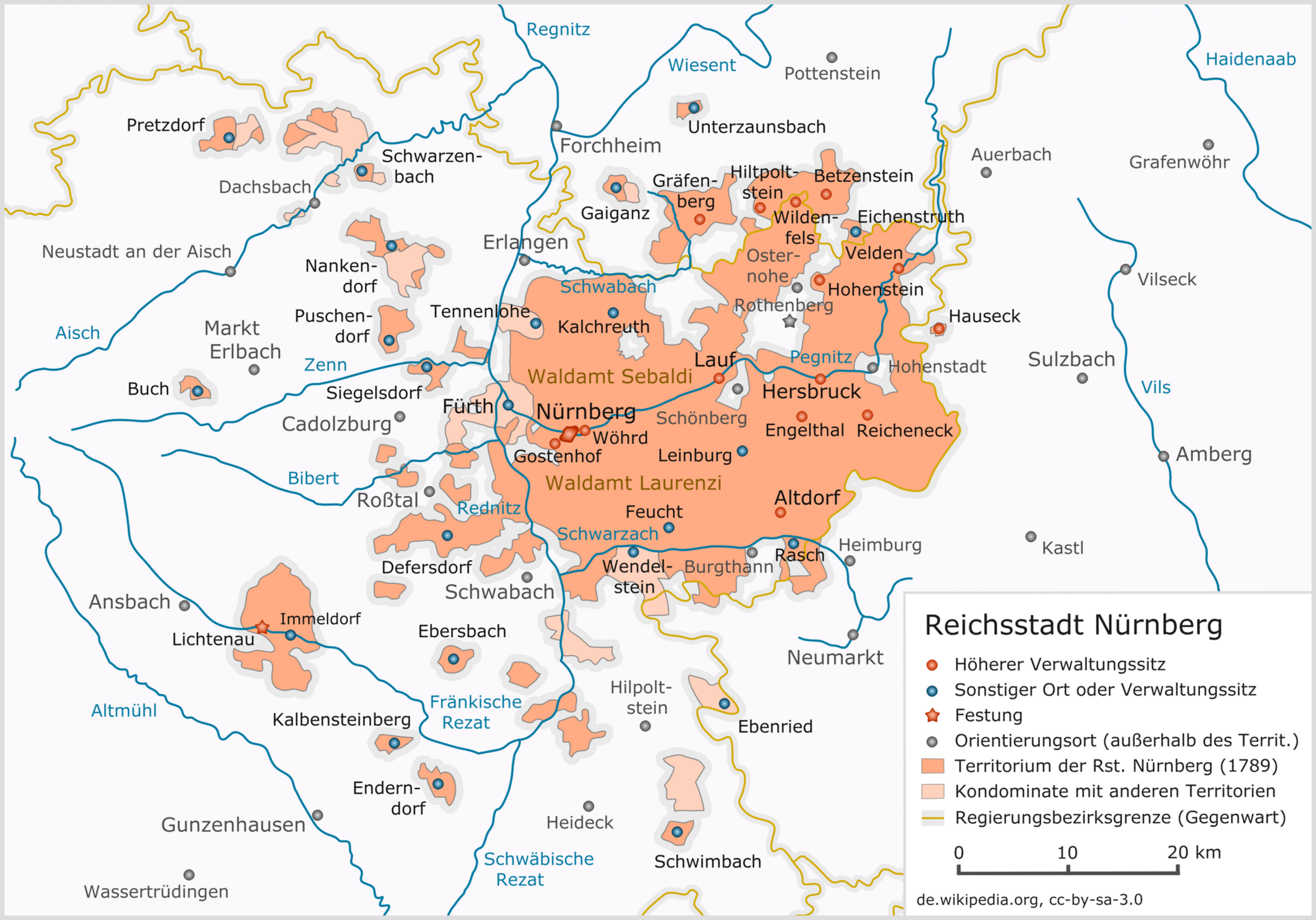
Das Landgebiet der Reichsstadt Nürnberg

Während des Spätmittelalters gelangte Pommer in den Besitz der Reichsstadt Nürnberg und gehörte damit zur sogenannten Alten Landschaft des nürnbergischen Landgebietes. Die Hochgerichtsbarkeit wurde dabei bis zum Beginn des 19. Jahrhunderts von dem zum Hochstift Bamberg gehörenden Centamt Neunkirchen ausgeübt, die Dorf- und Gemeindeherrschaft hatte das nürnbergische Landesalmosenamt. Eine tiefgreifende Veränderung für Pommer ergab sich im Jahr 1806, als die Reichsstadt Nürnberg unter Bruch der Reichsverfassung vom Königreich Bayern annektiert wurde. Zusammen mit dem verbliebenen reichsstädtischen Landgebiet wurde damit Pommer bayerisch.
Durch die zu Beginn des 19. Jahrhunderts im Königreich Bayern durchgeführten Verwaltungsreformen wurde Pommer mit dem Zweiten Gemeindeedikt im Jahr 1818 zu einer Ruralgemeinde, zu der der damalige Weiler Neusleshof und die Einöde Bremenhof gehörten. Im Zuge der Gebietsreform in Bayern wurde die Gemeinde Pommer am 1. Januar 1975 nach Igensdorf eingemeindet.

## Verkehr
Die Anbindung an das öffentliche Straßennetz wird durch eine Gemeindeverbindungsstraßen hergestellt, die etwa einen Kilometer ostnordöstlich des Ortes von der St 2236 abzweigt und nach dem Ort als teilweise nicht asphaltierte Straße über das Gipfelplateau des Hetzleser Berges nach Hetzles weiterführt.

## Baudenkmäler

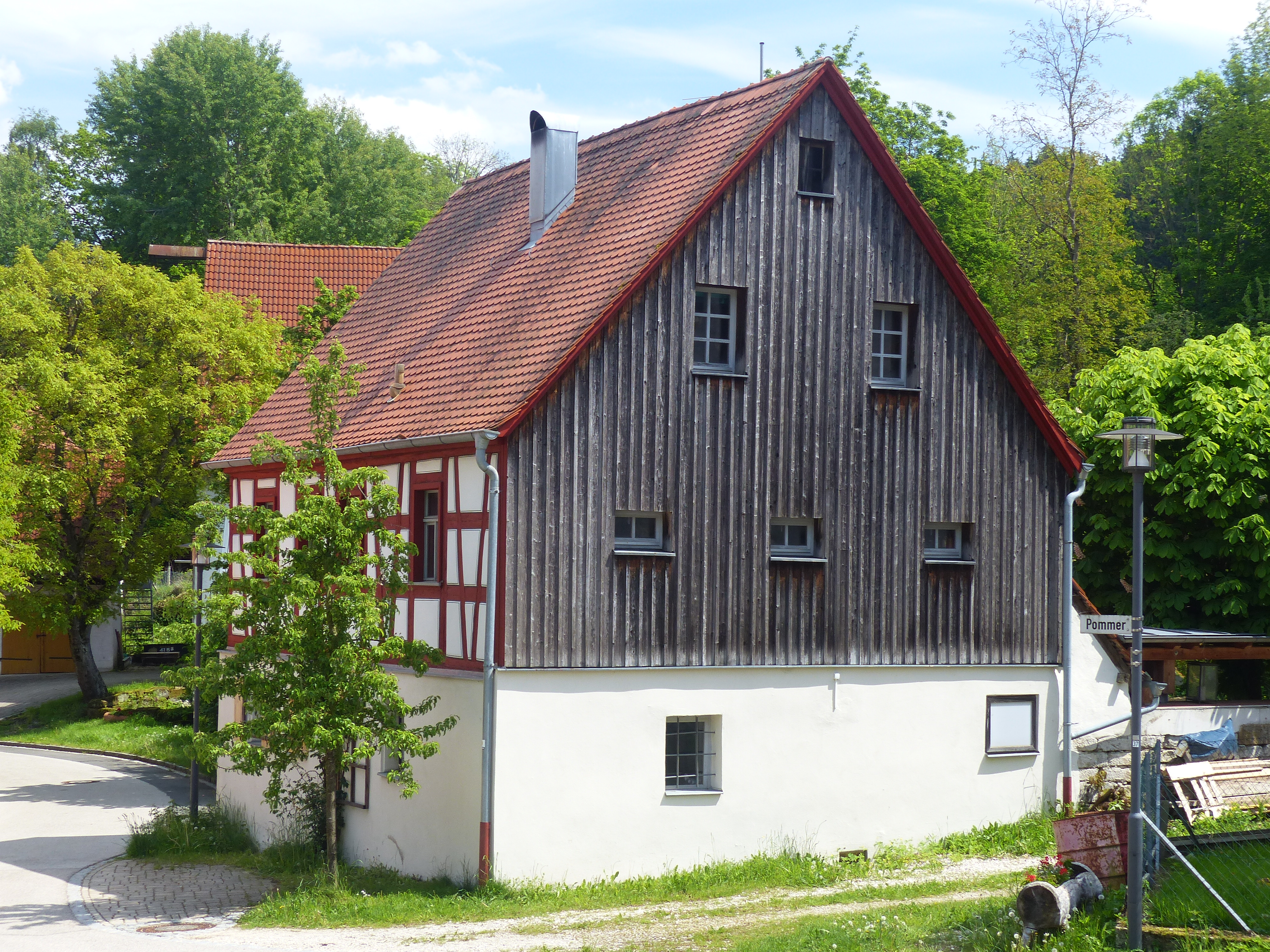
Aus der ersten Hälfte des 19. Jahrhunderts stammendes Bauernhaus in Pommer

In Pommer befinden sich drei denkmalgeschützte Bauwerke, zwei Bauernhäuser und eine Scheune.